# Droits de l'homme en Guinée équatoriale
La Guinée équatoriale est connue pour ses violations des droits de l'homme. Sous le gouvernement actuel, la capacité des citoyens à changer de gouvernement est limitée ; on signale de plus en plus d'assassinats illégaux de civils par les forces de sécurité, d'enlèvements sanctionnés par le gouvernement, de tortures systématiques de prisonniers et de détenus par les forces de sécurité, de conditions de vie dangereuses dans les prisons et les centres de détention ; impunité ; arrestation et détention arbitraires et détention au secret ; harcèlement et expulsion de résidents étrangers avec une procédure régulière limitée ; corruption judiciaire et absence de procédure régulière ; restrictions au droit à la vie privée ; des restrictions à la liberté d'expression et de la presse ; des restrictions aux droits de réunion, d'association et de mouvement ; la corruption du gouvernement ; la violence et la discrimination à l'égard des femmes ; des soupçons de trafic d'êtres humains ; la discrimination à l'égard des minorités ethniques ; et des restrictions aux droits du travail" .
Les élections législatives de 2009 sont entachées de nombreuses irrégularités, mais elles sont considérées comme une amélioration par rapport aux élections entachées d'irrégularités de 2002 et 2004. En Guinée équatoriale, le dirigeant fait l'objet d'un culte de la personnalité. Afin d'améliorer son image, l'autocrate de longue date Teodoro Obiang engage Racepoint, une société mondiale de marketing et de relations publiques, pour 60 000 dollars par an pour améliorer l'image de la Guinée équatoriale. Transparency International inclut la Guinée équatoriale comme l'un de ses 12 États les plus corrompus,.
La Guinée équatoriale appliquait également la peine de mort. En septembre 2022, le président Teodoro Obiang Nguema Mbasogo et le vice-président Teodoro Nguema Obiang Mangue l'ont abrogée.

## Prisonniers politiques
En juin 2007, le Groupe de travail des Nations Unies sur la détention arbitraire s'est rendu en Guinée équatoriale et a rapporté que les prisonniers politiques sont parfois jugés par des tribunaux militaires plutôt que civils. Des sources non gouvernementales ont fait état d'une centaine de prisonniers incarcérés pour des raisons politiques, dont un grand nombre sont détenus dans la tristement célèbre prison de Black Beach.
Selon un témoignage parlementaire, le 6 octobre 2007, Salvador Ndong Nguema, membre du parti d'opposition Convergence pour la démocratie sociale (CPDS), est mort des suites de tortures subies lors de sa détention par les forces de sécurité. Deux membres des forces de sécurité ont été arrêtés, puis relâchés et affectés à d'autres tâches de sécurité.
Les 12 et 13 mars 2009, Saturnino Ncogo Mbomio, membre d'un parti politique interdit, est mort en garde à vue à Evinayong, apparemment en possession d'armes pour un coup d'État. Il est décédé des suites d'une fracture du crâne, qu'il aurait subie lors d'une tentative de suicide en tombant de son lit superposé .
En septembre 2017, le caricaturiste Ramón Esono Ebalé est emprisonné à Black Beach à Malabo pour avoir créé une œuvre critique du parti au pouvoir en Guinée équatoriale. Il est libéré en mars 2018.

## Situation historique
Le tableau montre les notes de la Guinée équatoriale depuis 1972 dans les rapports Freedom in the World, publiés chaque année par Freedom House. Une note de 1 correspond à « libre » et 7 à « non libre ».
| \| Année \| Droits civiques \| Libertés publiques \| Statut \| Président[9] \| \| 1972 \| 6 \| 6 \| Non libre \| Francisco Macías Nguema \| \| 1973 \| 6 \| 6 \| Non libre \| Francisco Macías Nguema \| \| 1974 \| 6 \| 6 \| Non libre \| Francisco Macías Nguema \| \| 1975 \| 7 \| 7 \| Non libre \| Francisco Macías Nguema \| \| 1976 \| 6 \| 7 \| Non libre \| Francisco Macías Nguema \| \| 1977 \| 7 \| 7 \| Non libre \| Francisco Macías Nguema \| \| 1978 \| 7 \| 6 \| Non libre \| Francisco Macías Nguema \| \| 1979 \| 7 \| 6 \| Non libre \| Francisco Macías Nguema \| \| 1980 \| 7 \| 6 \| Non libre \| Teodoro Obiang Nguema Mbasogo \| \| 1981 \| 7 \| 6 \| Non libre \| Teodoro Obiang Nguema Mbasogo \| \| 1982[10] \| 7 \| 6 \| Non libre \| Teodoro Obiang Nguema Mbasogo \| \| 1983 \| 7 \| 6 \| Non libre \| Teodoro Obiang Nguema Mbasogo \| \| 1984 \| 7 \| 6 \| Non libre \| Teodoro Obiang Nguema Mbasogo \| \| 1985 \| 7 \| 7 \| Non libre \| Teodoro Obiang Nguema Mbasogo \| \| 1986 \| 7 \| 7 \| Non libre \| Teodoro Obiang Nguema Mbasogo \| \| 1987 \| 7 \| 7 \| Non libre \| Teodoro Obiang Nguema Mbasogo \| \| 1988 \| 7 \| 7 \| Non libre \| Teodoro Obiang Nguema Mbasogo \| \| 1989 \| 7 \| 7 \| Non libre \| Teodoro Obiang Nguema Mbasogo \| \| 1990 \| 7 \| 7 \| Non libre \| Teodoro Obiang Nguema Mbasogo \| \| 1991 \| 7 \| 7 \| Non libre \| Teodoro Obiang Nguema Mbasogo \| \| 1992 \| 7 \| 6 \| Non libre \| Teodoro Obiang Nguema Mbasogo \| \| 1993 \| 7 \| 7 \| Non libre \| Teodoro Obiang Nguema Mbasogo \| \| 1994 \| 7 \| 7 \| Non libre \| Teodoro Obiang Nguema Mbasogo \| \| 1995 \| 7 \| 7 \| Non libre \| Teodoro Obiang Nguema Mbasogo \| \| 1996 \| 7 \| 7 \| Non libre \| Teodoro Obiang Nguema Mbasogo \| \| 1997 \| 7 \| 7 \| Non libre \| Teodoro Obiang Nguema Mbasogo \| \| 1998 \| 7 \| 7 \| Non libre \| Teodoro Obiang Nguema Mbasogo \| \| 1999 \| 7 \| 7 \| Non libre \| Teodoro Obiang Nguema Mbasogo \| \| 2000 \| 7 \| 7 \| Non libre \| Teodoro Obiang Nguema Mbasogo \| \| 2001 \| 6 \| 6 \| Non libre \| Teodoro Obiang Nguema Mbasogo \| \| 2002 \| 7 \| 6 \| Non libre \| Teodoro Obiang Nguema Mbasogo \| \| 2003 \| 7 \| 6 \| Non libre \| Teodoro Obiang Nguema Mbasogo \| \| 2004 \| 7 \| 6 \| Non libre \| Teodoro Obiang Nguema Mbasogo \| \| 2005 \| 7 \| 6 \| Non libre \| Teodoro Obiang Nguema Mbasogo \| \| 2006 \| 7 \| 6 \| Non libre \| Teodoro Obiang Nguema Mbasogo \| \| 2007 \| 7 \| 6 \| Non libre \| Teodoro Obiang Nguema Mbasogo \| \| 2008 \| 7 \| 7 \| Non libre \| Teodoro Obiang Nguema Mbasogo \| \| 2009 \| 7 \| 7 \| Non libre \| Teodoro Obiang Nguema Mbasogo \| \| 2010 \| 7 \| 7 \| Non libre \| Teodoro Obiang Nguema Mbasogo \| \| 2011 \| 7 \| 7 \| Non libre \| Teodoro Obiang Nguema Mbasogo \| \| 2012 \| 7 \| 7 \| Non libre \| Teodoro Obiang Nguema Mbasogo \| \| 2013 \| 7 \| 7 \| Non libre \| Teodoro Obiang Nguema Mbasogo \| |                 |                    |           |                               |
| Année | Droits civiques | Libertés publiques | Statut    | Président                     |
| 1972 | 6               | 6                  | Non libre | Francisco Macías Nguema       |
| 1973 | 6               | 6                  | Non libre | Francisco Macías Nguema       |
| 1974 | 6               | 6                  | Non libre | Francisco Macías Nguema       |
| 1975 | 7               | 7                  | Non libre | Francisco Macías Nguema       |
| 1976 | 6               | 7                  | Non libre | Francisco Macías Nguema       |
| 1977 | 7               | 7                  | Non libre | Francisco Macías Nguema       |
| 1978 | 7               | 6                  | Non libre | Francisco Macías Nguema       |
| 1979 | 7               | 6                  | Non libre | Francisco Macías Nguema       |
| 1980 | 7               | 6                  | Non libre | Teodoro Obiang Nguema Mbasogo |
| 1981 | 7               | 6                  | Non libre | Teodoro Obiang Nguema Mbasogo |
| 1982 | 7               | 6                  | Non libre | Teodoro Obiang Nguema Mbasogo |
| 1983 | 7               | 6                  | Non libre | Teodoro Obiang Nguema Mbasogo |
| 1984 | 7               | 6                  | Non libre | Teodoro Obiang Nguema Mbasogo |
| 1985 | 7               | 7                  | Non libre | Teodoro Obiang Nguema Mbasogo |
| 1986 | 7               | 7                  | Non libre | Teodoro Obiang Nguema Mbasogo |
| 1987 | 7               | 7                  | Non libre | Teodoro Obiang Nguema Mbasogo |
| 1988 | 7               | 7                  | Non libre | Teodoro Obiang Nguema Mbasogo |
| 1989 | 7               | 7                  | Non libre | Teodoro Obiang Nguema Mbasogo |
| 1990 | 7               | 7                  | Non libre | Teodoro Obiang Nguema Mbasogo |
| 1991 | 7               | 7                  | Non libre | Teodoro Obiang Nguema Mbasogo |
| 1992 | 7               | 6                  | Non libre | Teodoro Obiang Nguema Mbasogo |
| 1993 | 7               | 7                  | Non libre | Teodoro Obiang Nguema Mbasogo |
| 1994 | 7               | 7                  | Non libre | Teodoro Obiang Nguema Mbasogo |
| 1995 | 7               | 7                  | Non libre | Teodoro Obiang Nguema Mbasogo |
| 1996 | 7               | 7                  | Non libre | Teodoro Obiang Nguema Mbasogo |
| 1997 | 7               | 7                  | Non libre | Teodoro Obiang Nguema Mbasogo |
| 1998 | 7               | 7                  | Non libre | Teodoro Obiang Nguema Mbasogo |
| 1999 | 7               | 7                  | Non libre | Teodoro Obiang Nguema Mbasogo |
| 2000 | 7               | 7                  | Non libre | Teodoro Obiang Nguema Mbasogo |
| 2001 | 6               | 6                  | Non libre | Teodoro Obiang Nguema Mbasogo |
| 2002 | 7               | 6                  | Non libre | Teodoro Obiang Nguema Mbasogo |
| 2003 | 7               | 6                  | Non libre | Teodoro Obiang Nguema Mbasogo |
| 2004 | 7               | 6                  | Non libre | Teodoro Obiang Nguema Mbasogo |
| 2005 | 7               | 6                  | Non libre | Teodoro Obiang Nguema Mbasogo |
| 2006 | 7               | 6                  | Non libre | Teodoro Obiang Nguema Mbasogo |
| 2007 | 7               | 6                  | Non libre | Teodoro Obiang Nguema Mbasogo |
| 2008 | 7               | 7                  | Non libre | Teodoro Obiang Nguema Mbasogo |
| 2009 | 7               | 7                  | Non libre | Teodoro Obiang Nguema Mbasogo |
| 2010 | 7               | 7                  | Non libre | Teodoro Obiang Nguema Mbasogo |
| 2011 | 7               | 7                  | Non libre | Teodoro Obiang Nguema Mbasogo |
| 2012 | 7               | 7                  | Non libre | Teodoro Obiang Nguema Mbasogo |
| 2013 | 7               | 7                  | Non libre | Teodoro Obiang Nguema Mbasogo |

## Traités internationaux
Les positions de la Guinée équatoriale sur les traités internationaux relatifs aux droits de l'homme sont les suivantes :
| \| Traité \| Organisation \| Introduit \| Signé \| Ratifié \| \| Convention pour la prévention et la répression du crime de génocide[11] \| Nations unies \| 1948 \| - \| - \| \| Convention internationale sur l'élimination de toutes les formes de discrimination raciale[12] \| Nations unies \| 1966 \| - \| 2002 \| \| Pacte international relatif aux droits économiques, sociaux et culturels[13] \| Nations unies \| 1966 \| - \| 1987 \| \| Pacte international relatif aux droits civils et politiques[14] \| Nations unies \| 1966 \| - \| 1987 \| \| Premier protocole facultatif au Pacte international relatif aux droits civils et politiques[15] \| Nations unies \| 1966 \| - \| 1987 \| \| Convention sur l'imprescriptibilité des crimes de guerre et des crimes contre l'humanité[16] \| Nations unies \| 1968 \| - \| - \| \| Convention sur l'apartheid[17] \| Nations unies \| 1973 \| - \| - \| \| Convention sur l'élimination de toutes les formes de discrimination à l'égard des femmes[18] \| Nations unies \| 1979 \| - \| 1984 \| \| Convention contre la torture et autres peines ou traitements cruels, inhumains ou dégradants[19] \| Nations unies \| 1984 \| - \| 2002 \| \| Convention relative aux droits de l'enfant[20] \| Nations unies \| 1989 \| - \| 1992 \| \| Deuxième protocole facultatif se rapportant au Pacte international relatif aux droits civils et politiques, visant à abolir la peine de mort[21] \| Nations unies \| 1989 \| - \| - \| \| Convention internationale sur la protection des droits de tous les travailleurs migrants et des membres de leur famille[22] \| Nations unies \| 1990 \| - \| - \| \| Protocole facultatif à la Convention sur l'élimination de toutes les formes de discrimination à l'égard des femmes[23] \| Nations unies \| 1999 \| - \| 2009 \| \| Protocole facultatif à la Convention relative aux droits de l'enfant concernant l'implication d'enfants dans les conflits armés[24] \| Nations unies \| 2000 \| - \| - \| \| Protocole facultatif sur la vente d'enfants, la prostitution des enfants et la pornographie mettant en scène des enfants[25] \| Nations unies \| 2000 \| - \| 2003 \| \| Convention relative aux droits des personnes handicapées[26] \| Nations unies \| 2006 \| - \| - \| \| Protocole facultatif à la Convention relative aux droits des personnes handicapées[27] \| Nations unies \| 2006 \| - \| - \| \| Convention internationale pour la protection de toutes les personnes contre les disparitions forcées[28] \| Nations unies \| 2006 \| - \| - \| \| Protocole facultatif au Pacte international relatif aux droits économiques, sociaux et culturels[29] \| Nations unies \| 2008 \| - \| - \| \| Protocole facultatif à la Convention relative aux droits de l'enfant sur une procédure de communication[30] \| Nations unies \| 2011 \| - \| - \| |               |           |       |         |
| Traité | Organisation  | Introduit | Signé | Ratifié |
| Convention pour la prévention et la répression du crime de génocide | Nations unies | 1948      | -     | -       |
| Convention internationale sur l'élimination de toutes les formes de discrimination raciale | Nations unies | 1966      | -     | 2002    |
| Pacte international relatif aux droits économiques, sociaux et culturels | Nations unies | 1966      | -     | 1987    |
| Pacte international relatif aux droits civils et politiques | Nations unies | 1966      | -     | 1987    |
| Premier protocole facultatif au Pacte international relatif aux droits civils et politiques | Nations unies | 1966      | -     | 1987    |
| Convention sur l'imprescriptibilité des crimes de guerre et des crimes contre l'humanité | Nations unies | 1968      | -     | -       |
| Convention sur l'apartheid | Nations unies | 1973      | -     | -       |
| Convention sur l'élimination de toutes les formes de discrimination à l'égard des femmes | Nations unies | 1979      | -     | 1984    |
| Convention contre la torture et autres peines ou traitements cruels, inhumains ou dégradants | Nations unies | 1984      | -     | 2002    |
| Convention relative aux droits de l'enfant | Nations unies | 1989      | -     | 1992    |
| Deuxième protocole facultatif se rapportant au Pacte international relatif aux droits civils et politiques, visant à abolir la peine de mort | Nations unies | 1989      | -     | -       |
| Convention internationale sur la protection des droits de tous les travailleurs migrants et des membres de leur famille | Nations unies | 1990      | -     | -       |
| Protocole facultatif à la Convention sur l'élimination de toutes les formes de discrimination à l'égard des femmes | Nations unies | 1999      | -     | 2009    |
| Protocole facultatif à la Convention relative aux droits de l'enfant concernant l'implication d'enfants dans les conflits armés | Nations unies | 2000      | -     | -       |
| Protocole facultatif sur la vente d'enfants, la prostitution des enfants et la pornographie mettant en scène des enfants | Nations unies | 2000      | -     | 2003    |
| Convention relative aux droits des personnes handicapées | Nations unies | 2006      | -     | -       |
| Protocole facultatif à la Convention relative aux droits des personnes handicapées | Nations unies | 2006      | -     | -       |
| Convention internationale pour la protection de toutes les personnes contre les disparitions forcées | Nations unies | 2006      | -     | -       |
| Protocole facultatif au Pacte international relatif aux droits économiques, sociaux et culturels | Nations unies | 2008      | -     | -       |
| Protocole facultatif à la Convention relative aux droits de l'enfant sur une procédure de communication | Nations unies | 2011      | -     | -       |